# Bandicam
 (juin 2018).
Bandicam est un logiciel de capture d'écran (développé à l'origine par Bandisoft et plus tard par l'Entreprise Bandicam) qui peut prendre des captures d'écran ou des enregistrements d'écran vidéo.
Bandicam se compose de trois modes. Le premier est le mode "enregistrement d'écran", qui peut être utilisé pour l'enregistrement d'une certaine zone sur l'écran du PC. Un deuxième mode peut enregistrer la cible créée en DirectX ou OpenGL. Et le dernier est le mode "enregistrement à partir de périphériques" qui enregistre en vidéo la webcam ou l'HDMI de l'appareil.
Bandicam affiche un compteur FPS dans le coin de l'écran lorsque le mode DirectX/OpenGL est actif. Lorsque le texte du compteur FPS est vert, le programme est prêt à enregistrer ; pendant l'enregistrement, le compteur est rouge. Ce compteur n'est pas affiché lorsque le programme est dans le mode "enregistrement d'écran". La fréquence maximale est de 120 FPS.
Bandicam est un shareware, ce qui signifie qu'il peut être testé gratuitement mais seulement avec des fonctionnalités limitées (ceci est souvent appelé crippleware). La version gratuite de Bandicam ajoute son nom en filigrane en haut de chaque vidéo, et la durée d’enregistrement est limitée à 10 minutes. On peut cependant effacer le filigrane en ajustant la marge de la vidéo.
La vidéo peut être enregistrées au format AVI ou au format MP4. Les images capturées peuvent être enregistrées sous les formats BMP, PNG ou JPG. Bandicam peut automatiquement limiter la taille ou la durée de l'enrgistrement.
Le logiciel prend en charge l'accélération matérielle par le biais de Nvidia NVENC/HEVC, CUDA, AMD APP et Intel Quick Sync Video/HEVC.